# 酒井庸行
酒井 庸行（さかい やすゆき、1952年2月14日 - ）は、日本の政治家。自由民主党所属の参議院議員（3期）、自由民主党政務調査会内閣第二部会長。
経済産業副大臣兼内閣府副大臣、参議院財政金融委員長、参議院内閣委員長、内閣府大臣政務官、愛知県議会議員（3期）、刈谷市議会議員（1期）等を務めた。

## 来歴

### 生い立ち
愛知県刈谷市一ツ木町生まれ。父親は刈谷市議会議員。刈谷市立富士松南小学校、南山中学校・高等学校を経て、日本大学芸術学部放送学科に進学。大学時代は芸術祭の放送学科の委員長を務めた。芸術祭では「浅草の灯をもう一度」と題し、伝説のストリッパーと呼ばれた浅草駒太夫を呼び、学校に偽ってストリップをさせる。また田中小実昌やベ平連の関係者にストリップ芸について議論をさせるなどして会場を満員にした。そのほか委員長としてマーサ三宅のコンサートも企画した。大衆芸術の世界に入ることを望んでいたが、「才能がないとあきらめて」大学卒業後の1976年、アメリカ合衆国のボストン大学メトロポリタンカレッジに留学した。
1981年5月より社団法人虹の会（東京都中央区）、1987年10月より金剛産業株式会社に勤務。
1995年7月、刈谷市議会議員に初当選した。
その後、自民党県議の岡本辰巳が引退することになったことから、後継として1999年4月の愛知県議会議員選挙の刈谷市選挙区（定数2）に同党公認で立候補。無所属新人2名を相手に戦うが、209票差で落選。2003年の愛知県議会議員選挙で初当選した。以後、2013年まで3期10年務める。

### 参議院議員
2012年5月29日、愛知県選挙区選出の鈴木政二参議院議員が次期参院選への不出馬を表明。同年7月17日、自民党県連は役員会を開き、参院選候補者は鈴木の地元である三河地方から擁立する方針を確認した。県連会長の藤川政人参議院議員は役員会後の記者会見で、候補者は1人に絞ること、自身が尾張地方出身であることから地域バランスを考慮する意向などを述べた。
三河で酒井の擁立が固まった頃、前県連会長の寺西学の息子で、名古屋市中村区選出の寺西睦県議が名乗りを上げ、2013年2月28日に自民党県連の予備選挙が行われる。この予備選で寺西睦を破り（酒井8,827票、寺西6,278票）、愛知県選挙区の公認候補に事実上内定した。同年7月の第23回参議院議員通常選挙に自由民主党公認で愛知県選挙区から立候補し、県議を自動失職。民主党現職の大塚耕平を上回る100万票超を獲得して初当選した。
2015年10月9日、第3次安倍第1次改造内閣で内閣府大臣政務官（沖縄及び北方領土問題、行政改革、海洋政策･領土問題、クールジャパン戦略、規制改革、消費者･食品安全などの担当）に任命された。2016年、熊本県で4月14日に発生した熊本地震に際し、4月18日に就任した現地対策本部長の松本文明内閣府副大臣が数々の失言を理由に事実上更迭され、4月20日、酒井が現地対策本部長に就任した。5月2日、現地対策本部長を牧島かれん内閣府大臣政務官に交代した。
2016年、第3次安倍第2次改造内閣の発足に伴い内閣府大臣政務官を退任。自由民主党副幹事長に就任した。
2019年の第25回参議院議員通常選挙で得票数1位で再選した。
2023年9月13日、第2次岸田第2次改造内閣が発足。9月15日付で経済産業副大臣兼内閣府副大臣に就任。
同年12月10日、岸田文雄首相は、自民党5派閥における政治資金パーティー収入の裏金問題をめぐり、安倍派所属の閣僚4人、副大臣5人、大臣政務官6人の政務三役15人について、全員交代させる意向を固めた（政務官6人については2日後に訂正）。12月14日、酒井は経済産業副大臣兼内閣府副大臣の辞表を提出し受理された。
同年12月25日、安倍派では少なくとも参議院議員選挙があった2019年と2022年に開いたパーティーについて、改選となる参議院議員に販売ノルマを設けず、集めた収入を全額キックバックしていたことが報道により明らかとなった。
2024年9月12日、自民党総裁選挙が告示され、9人が立候補した。石破茂、高市早苗、小泉進次郎の3人が競り合う構図が固まった終盤、かつて自民党参議院幹事長として、また、安倍派の参議院議員グループ「清風会」（約40人）会長として権勢をふるっていた世耕弘成が総裁選の裏側で動き始めた。世耕は裏金問題で離党勧告を受けた4月4日に離党していたが、高市に票をまとめようと、旧安倍派の参議院議員に働きかけた。9月27日総裁選執行。高市は麻生太郎と世耕の力添えで票を上乗せし、1回目の投票で1位となり、決選投票で石破に敗れた。世耕に反発し石破に投じた議員もいたとされる。中日新聞は、愛知・岐阜・三重・長野・福井・滋賀・静岡の国会議員に対し投票先を取材し、翌28日に各議員の回答を報じた、酒井は1回目の投票、決選投票、いずれも投票先を公表しなかった。
2025年7月の第27回参議院議員通常選挙の結果、得票数4位で再選。

## 政策・主張

### 憲法
- 憲法改正について、2013年の朝日新聞社、2019年の朝日新聞社、2025年のNHKのアンケートで「賛成」と回答[39][40][41]。

- 9条改憲について、2013年の毎日新聞社のアンケートで「改正して、自衛隊を他国同様の『国防軍』にすべき」と回答[42]。9条への自衛隊の明記について、2025年のNHKのアンケートで「賛成」と回答[41]。

- 憲法を改正し緊急事態条項を設けることについて、2025年のNHKのアンケートで「賛成」と回答[41]。

- 憲法改正の発議要件を衆参それぞれ「過半数の賛成」に引き下げる96条改正ついて、2013年の毎日新聞社のアンケートで「賛成」と回答[42]。

### 外交・安全保障
- 「集団的自衛権を行使できるよう、憲法解釈を見直すべきだ」との問題提起に対し、2013年の毎日新聞社のアンケートで、選択肢以外の回答をした[42]。

- 「他国からの攻撃が予想される場合には先制攻撃もためらうべきではない」との問題提起に対し、2013年の朝日新聞社のアンケートで「どちらとも言えない」と回答[39]。2019年の朝日新聞社のアンケートで「賛成」と回答[40]。

- 「北朝鮮に対しては対話よりも圧力を優先すべきだ」との問題提起に対し、2013年の朝日新聞社のアンケートで「どちらとも言えない」と回答[39]。2019年の朝日新聞社のアンケートで「賛成」と回答[40]。

- 普天間基地の移設問題について、2013年の毎日新聞社のアンケートで「名護市辺野古に移設すべき」と回答[42]。

- 日本による過去の植民地支配と侵略を認めて謝罪した「村山談話」の見直し論議について、2013年の毎日新聞社のアンケートで「見直すべきではない」と回答[42]。

- 従軍慰安婦に対する旧日本軍の関与を認めた「河野談話」の見直し論議について、2013年の毎日新聞社のアンケートで「見直すべきではない」と回答[42]。

- 2022年12月5日、岸田文雄首相は2023年度から5年間の防衛費の総額を43兆円とするよう指示した[43]。防衛力の強化についてどう考るかとの2025年のNHKのアンケートに対し「防衛費を増額し、さらに強化すべき」と回答[41]。

### ジェンダー
- 選択的夫婦別姓制度の導入についての各メディアのアンケートの結果は以下のとおり。 
  - 2019年 - 朝日新聞社には「どちらとも言えない」と回答[40]。
  - 2025年 - 日本テレビには「やや反対」と回答[44]。

- 同性婚を可能とする法改正についての各メディアのアンケートの結果は以下のとおり。 
  - 2019年 - 朝日新聞社には「どちらとも言えない」と回答[40]。
  - 2025年 - NHKには「反対」と回答[41]。
  - 2025年 - 日本テレビには「反対」と回答[44]。

### その他
- 「治安を守るためにプライバシーや個人の権利が制約されるのは当然だ」との問題提起に対し、2013年のアンケートで「賛成」と回答[39]。2019年の朝日新聞社のアンケートで「どちらかと言えば賛成」と回答[40]。

- 永住外国人への地方参政権付与について、2013年の朝日新聞社のアンケートで「反対」と回答[39]。

- 首相の靖国神社参拝について、2013年の朝日新聞社のアンケートで「どちらかと言えば賛成」と回答[39]。

- アベノミクスについて、2019年の朝日新聞社のアンケートで「評価する」と回答[40]。

- 消費税率を10％より高くすることについて、2019年の朝日新聞社のアンケートで「賛成」と回答[40]。

## 不祥事
- 旧安倍派の政治資金パーティー収入の裏金問題で、自身が58万円を裏金（還付金）として受領したとされる件で、2025年1月27日に非公開の政治倫理審査会に出席し「還付金については把握しておらず」と説明し、裏金疑惑について自身の直接的な指示・関与を完全に否定した[45][46][47][48]。なお、政倫審は「非公開」を希望した場合、出席議員個人のプライバシーを守るため議事録も残されず、また、公開もされない。

## 所属団体・議員連盟
- 日本会議国会議員懇談会
- 神道政治連盟国会議員懇談会
- みんなで靖国神社に参拝する国会議員の会

## 選挙歴
| 当落 | 選挙                     | 執行日         | 年齢 | 選挙区       | 政党       | 得票数      | 得票率 | 定数 | 得票順位 /候補者数 | 政党内比例順位 /政党当選者数 |
| ---- | ------------------------ | -------------- | ---- | ------------ | ---------- | ----------- | ------ | ---- | ------------------ | ---------------------------- |
| 当   | 1995年刈谷市議会議員選挙 | 1995年7月2日   | 43   | ーー         | ーー       | ーー票      | ーー   |      | /                  | /                            |
| 落   | 1999年愛知県議会議員選挙 | 1999年4月11日  | 47   | 刈谷市選挙区 | 自由民主党 | 1万4871票   | 29.05% | 2    | 3/3                | /                            |
| 当   | 2003年愛知県議会議員選挙 | 2003年4月13日  | 51   | 刈谷市選挙区 | 自由民主党 | 1万5593票   | 30.17% | 2    | 2/3                | /                            |
| 当   | 2007年愛知県議会議員選挙 | 2007年4月8日   | 55   | 刈谷市選挙区 | 自由民主党 | ーー票      | ーー   | 2    | /2                 | /                            |
| 当   | 2011年愛知県議会議員選挙 | 2011年4月10日  | 59   | 刈谷市選挙区 | 自由民主党 | 2万311票    | 37.61% | 2    | 1/3                | /                            |
| 当   | 第23回参議院議員通常選挙 | 2013年07月21日 | 61   | 愛知県選挙区 | 自由民主党 | 105万6145票 | 35.39% | 3    | 1/10               | /                            |
| 当   | 第25回参議院議員通常選挙 | 2019年07月21日 | 67   | 愛知県選挙区 | 自由民主党 | 73万7717票  | 25.74% | 4    | 1/12               | /                            |
| 当   | 第27回参議院議員通常選挙 | 2025年07月20日 | 73   | 愛知県選挙区 | 自由民主党 | 52万1223票  | 14.59% | 4    | 4/14               | /                            |